# Afonso Pinto Veloso
Afonso de Melo Pinto Veloso GCC • ComA (Águeda, Águeda, 9 de Outubro de 1878 — Lisboa, 15 de Fevereiro de 1968) foi um militar, magistrado, administrador de empresas e político que exerceu importantes funções políticas durante a Primeira República Portuguesa e durante o regime do Estado Novo.

## Biografia
Pinto Veloso cursou Direito na Faculdade de Direito da Universidade de Coimbra e fez carreira na magistratura, tendo atingido o cargo de Juiz Conselheiro. Oriundo do Partido Progressista, foi sidonista e depois militante das facções republicanas liberais e nacionalistas. Aderiu ao regime do Estado Novo, tendo continuado a sua carreira política durante o salazarismo.
Entre as funções públicas que ocupou foi auditor administrativo do Distrito de Beja (1910 e 1911), governador civil do Distrito Autónomo do Funchal (1917) e senador no Congresso da República.
Foi Ministro da Justiça (de 23 de Dezembro de 1918 a 7 de Janeiro de 1919), no governo presidido por Tamagnini Barbosa que sucedeu ao assassinato de Sidónio Pais, sendo no ano imediato nomeado emissário do governo português ao Tribunal de Haia para a negociação das indemnizações de guerra a receber da Alemanha na sequência da Primeira Guerra Mundial.
Presidente da Câmara Municipal de Lamego em 1922.
Major do Exército, a 5 de Outubro de 1921 foi feito Comendador da Ordem Militar de São Bento de Avis e a 15 de Junho de 1922 foi agraciado com a Grã-Cruz da Ordem Militar de Nosso Senhor Jesus Cristo.
Foi secretário do Conselho Superior de Magistratura Judicial (1918 a 1932), deputado ao Congresso da República de 1919 a 1926 e Ministro da Instrução Pública (1920 e 1921).
Após o Golpe de 28 de Maio de 1926 foi juiz conselheiro e presidente do Supremo Tribunal de Justiça (1947-1948) e relator do Supremo Tribunal Militar.
Foi deputado à Assembleia Nacional (1934 a 1965), de que foi vice-presidente. Foi também vice-presidente da Câmara Corporativa.
Foi membro destacado da Casa das Beiras em Lisboa.